# ادیس کتما
ادیس کتما (به لاتین: Addis Ketema) در اتیوپی است که در addis ababa واقع شده‌است.

## خصوصیات
ادیس کتما ۷٫۴۱ کیلومترمربع مساحت و ۲۷۱٬۶۴۴ نفر جمعیت دارد.